# Geografía de Nápoles

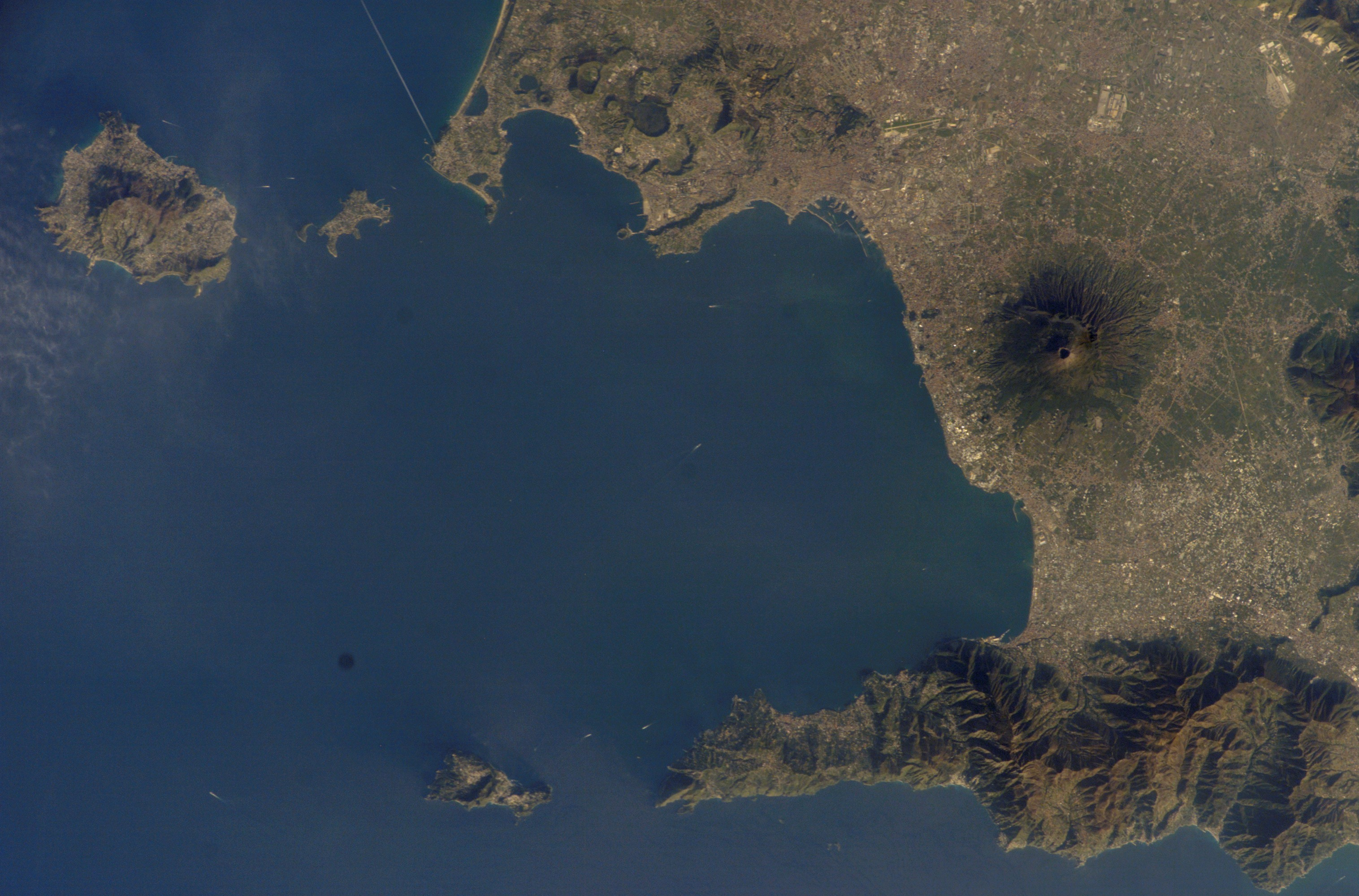
Isla de Isquia, Costa de Nápoles y Vesubio. (Vista espacial desde satélite, NASA).

En la geografía de Nápoles las características principales del relieve son el Golfo de Nápoles y el cordón montañoso a los alrededores de la ciudad, donde está el Monte Vesubio.
- Latitud: 40º 50' N
- Longitud: 014º 15' E

## Condiciones meteorológicas
Por causa de la cercanía al mar, el estado del tiempo en Nápoles no es de alta amplitud, es decir no tiene una gran diferencia de climas en distintas épocas del año. En época de frío la temperatura media es de 9 °C (diciembre - febrero) y en verano cerca de 23 °C (junio y julio).

## Vesubio
El monte Vesubio (del latín Mons Vesuvius, en italiano Monte Vesuvio) llega a los 1270 m de altitud, y está a 40°49 de latitud norte y 14°26 de longitud este. Ubicado en la costa de Nápoles, Italia. Es un volcán activo de tipo de cono compuesto vesubiano. Su principal característica es alternar erupciones de piroclastos con erupciones de coladas lávicas, dando lugar a una sobreposición en estratos que hace que este tipo de volcanes alcance erupciones mayores.

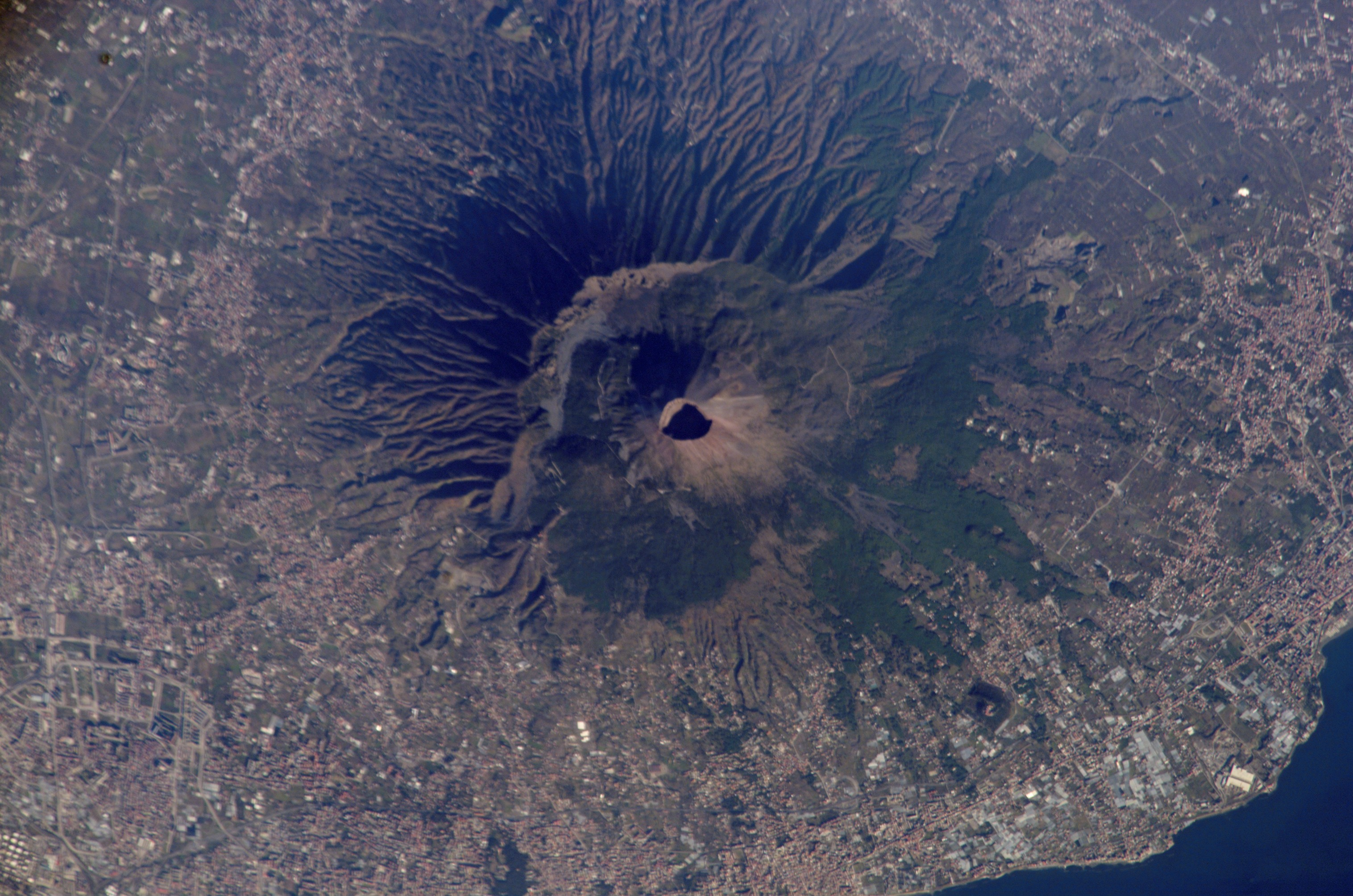
El Vesubio visto desde satélite.

Es una característica montaña «jorobada», consistente en un (Gran Cono) parcialmente rodeado por el borde abrupto de la cumbre caldera causado por el derrumbe de épocas anteriores, y originalmente era más alta. Esta estructura es llamada Monte Somma. El Gran Cono se originó durante la erupción del año 79. Por esta razón, el volcán es también llamado Somma-Vesuvius o Somma-Vesubio.
La caldera comenzó a formarse durante una erupción hace unos 17.000 años (o 18.300), ampliada por antiguas y violentas erupciones concluyendo con la del 79. Esta estructura ha tomado su nombre del término «volcán somma», el cual describe al volcán con una cumbre en caldera rodeada de un cono reciente.

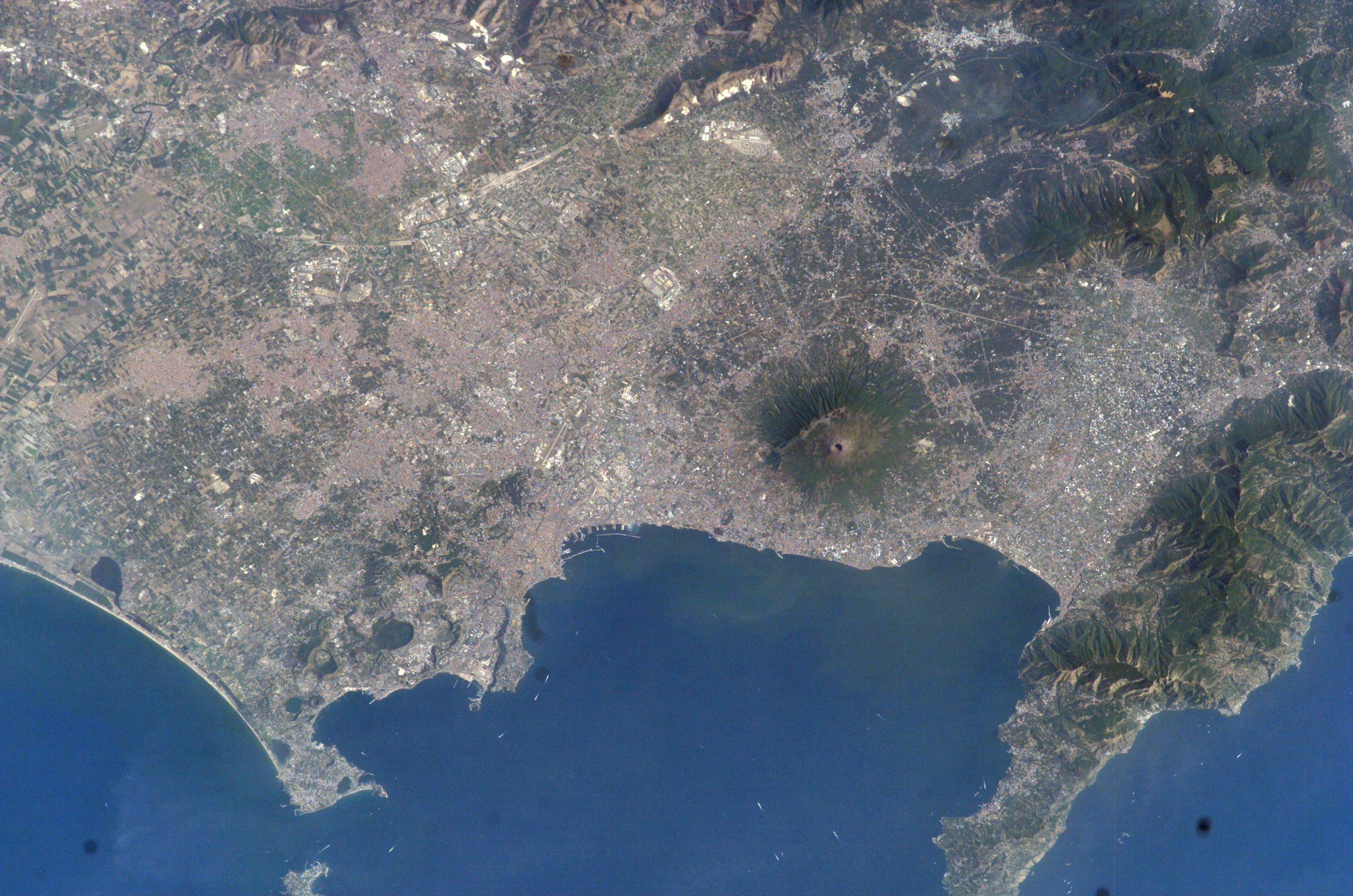
El Vesubio y el golfo de Nápoles desde el espacio (NASA).

La altura del cono principal ha cambiado constantemente por las erupciones, pero en el presente es de 1281 m s. n. m. . El Monte Somma tiene 1149 m s. n. m. de alto, y está separado del cono principal por el valle de Atrio di Cavallo, de unos 5 km de extensión. Las laderas de la montaña están marcadas por los flujos de lava, con mucha vegetación, con matorrales en cotas altas y viñedos en las bajas. El Vesubio es un volcán activo, aunque su actividad corriente produzca más que nada vapor emanado desde las grietas al pie del cráter.
El Vesubio es un volcán compuesto, sito en el límite convergente donde la placa africana empieza a ser subducida debajo de la placa euroasiática. Su lava está compuesta de viscosa andesita. Capas de lava, escorias, cenizas, y piedra pómez componen la montaña.
Es el único volcán de tierra firme del continente europeo que ha tenido erupciones en los últimos cien años, aunque en la actualidad no está en erupción. Los otros dos volcanes italianos, el Etna y el Strómboli se hallan en islas.
Está a unos 9 km al este de Nápoles y a corta distancia de la orilla del mar. Destaca visualmente en el paisaje que presenta la bahía de Nápoles, visto desde el mar, con Nápoles en primer plano.

## El golfo de Nápoles
El Golfo de Nápoles (Golfo di Napoli, en italiano) se encuentra en la costa sudoeste de Italia. En el golfo se encuentran, al norte, la ciudad de Nápoles y la ciudad de Pozzuoli.

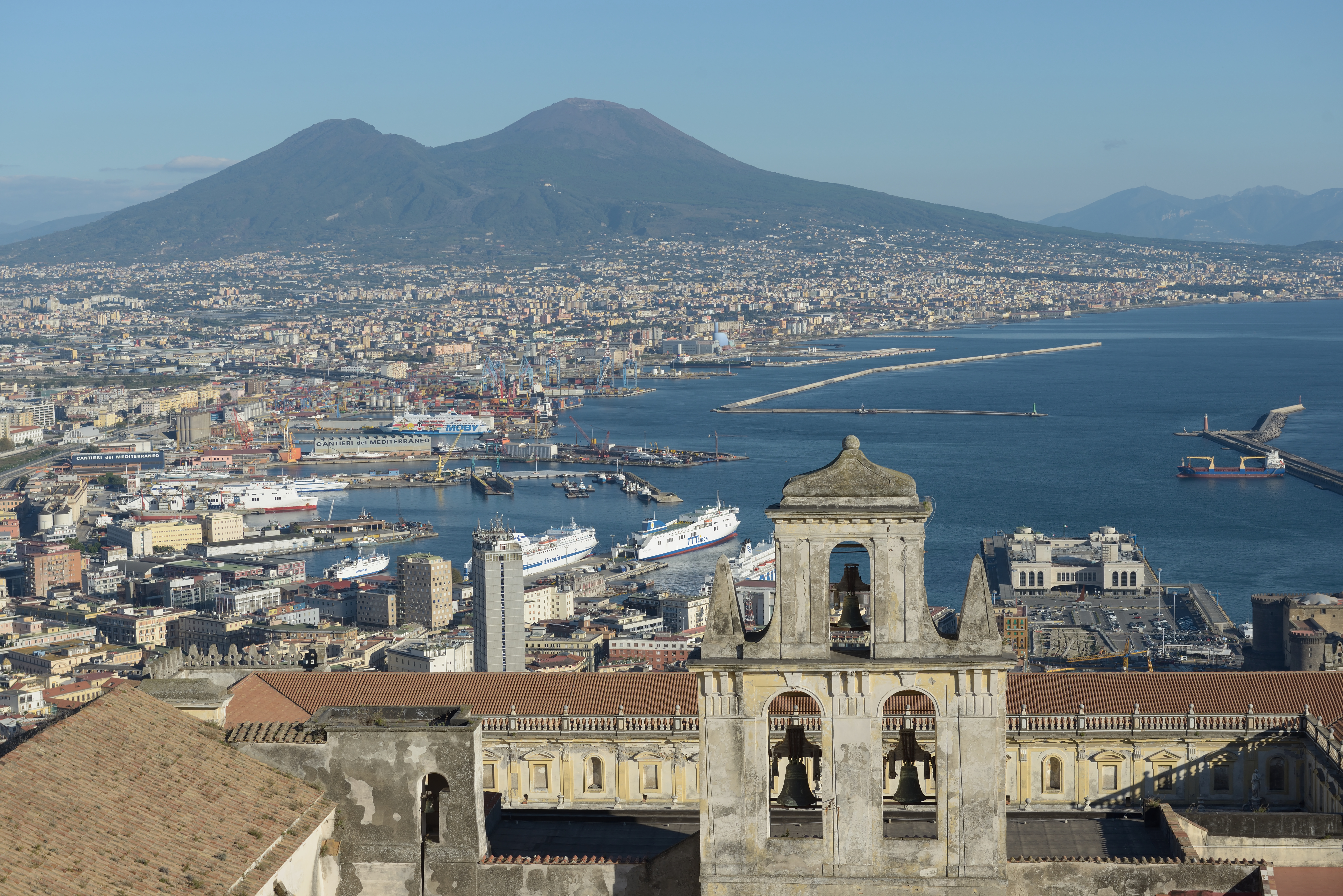
Golfo de Nápoles.